# Кляйн-Венедіг
Кляйн-Венедіг (нім. Klein-Venedig — букв. «маленька Венеція») — колишня німецька колонія на території сучасної Венесуели, що існувала протягом 1528—1546 років. Права на територію колонії отримала банківська сім'я Вельзерів із вільного міста Аугсбург як забезпечення боргів імператора Священної Римської імперії Карла V.

## Історія
1519 року перед виборами імператора Священної Римської імперії іспанський король Карл I (пізніше став імператором під ім'ям Карл V) взяв у борг у аугсбурзьких банкірських будинків Вельзерів і Фуггерів суму, що коливається, за різними оцінками, від 143 до 158 тисяч. На виборах Карл V переміг французького короля Франциска I, проте коштів на повернення хоча б частини кредиту він не мав. Як заставу, згідно з підписаним 27 березня 1528 року в Мадриді Венесуельським договором, Вельзерам передано в управління іспанську колонію Венесуела, яка отримала назву Кляйн-Венедіг. Вони отримали права призначати та зміщувати губернаторів і чиновників, звільнялися від податку на сіль, а також від митних та портових зборів у Севільї, яка мала тоді монопольне право на торгівлю з Венесуелою. Вельзери отримали право на 4 % прибутку всього підприємства, а також на 90 % (пізніше 80 %) всіх знайдених дорогоцінних металів, а надіслані ними поселенці отримували свій наділ землі. Зі свого боку Вельзери зобов'язувалися побудувати два міста та три фортеці, а також населити їх.
1529 року перший губернатор Амвросій Ехінгер з 281 колоністом прибув до столиці Венесуели Ной-Аугсбург (нім. Neu Augsburg, «новий Аугсбург», зараз Коро). Того ж року закладено Ной-Нюрнберг (нім. Neu Nürnberg, «новий Нюрнберг», зараз Маракайбо).

Хоча спочатку планувалося, що дохід колонія отримуватиме рахунок торгівлі золотом, сіллю, рабами і дорогими сортами деревини, невдовзі з'ясувалося, що прибуток, необхідний для покриття боргів Карла V, може принести лише работоргівля. Губернатори почали концентрувати зусилля в цій галузі, що призвело до опору як індіанців, так і іспанських поселенців, які вже жили у Венесуелі. Іспанський місіонер Бартоломе де лас Касас писав:
«Німці гірші за найдикіших левів. Через свою жадібність ці дияволи в людській подобі діють значно кривавіше від своїх попередників»
Різко зросла кількість скарг у Королівські аудієнсії. 1536 року, за клопотанням єпископа Коро, створено слідчу комісію, яка мала перевірити звинувачення у злочинах проти іспанців та індіанців. Однак ні губернатора Георга Гоермута (Georg Hohermuth), який організував експедицію на пошуки Ельдорадо, ні його заступника Ніколауса Федермана, який також пішов у експедицію 1537 року, не цікавили питання правосуддя.
1546 року Карл V розірвав Венесуельський договір, оскільки колоніальна політика Вельзерів не виправдала себе: губернатори дбали лише про особисте збагачення, їжу, коней і зброю, як і раніше, постачали з Карибських островів, Маракайбо лежало в руїнах, Коро припинило виконувати функції столиці, а більшість місцевих індіанців, як і раніше, були не знайомі з християнством.
Бартоломео Вельзер до 1556 року намагався повернути собі право на ці території, проте в результаті остаточно втратив Венесуелу, а також вантаж Ніколауса Федермана на складах у Колумбії.